# Gerbrand van den Eeckhout

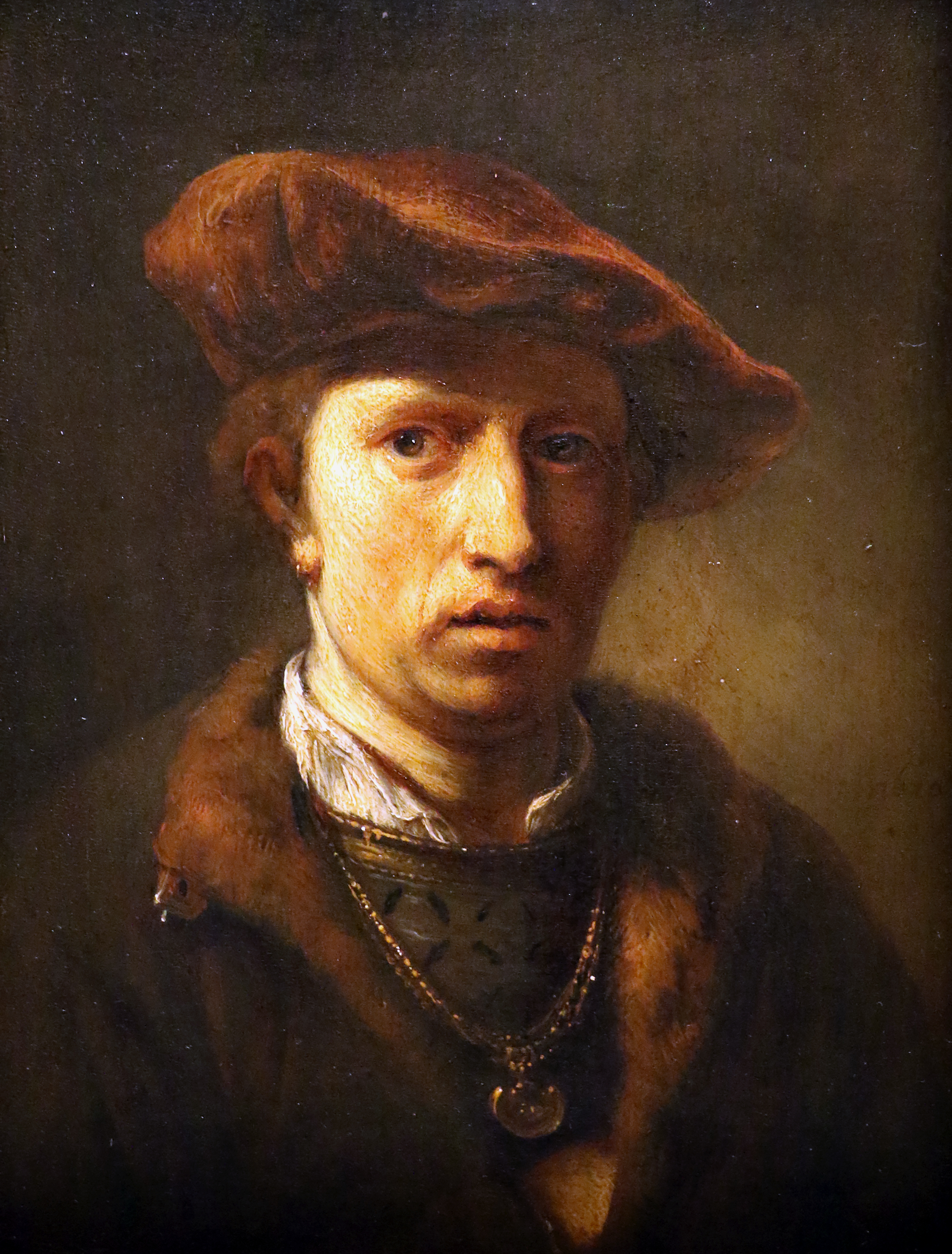
Gerbrand van den Eeckhout

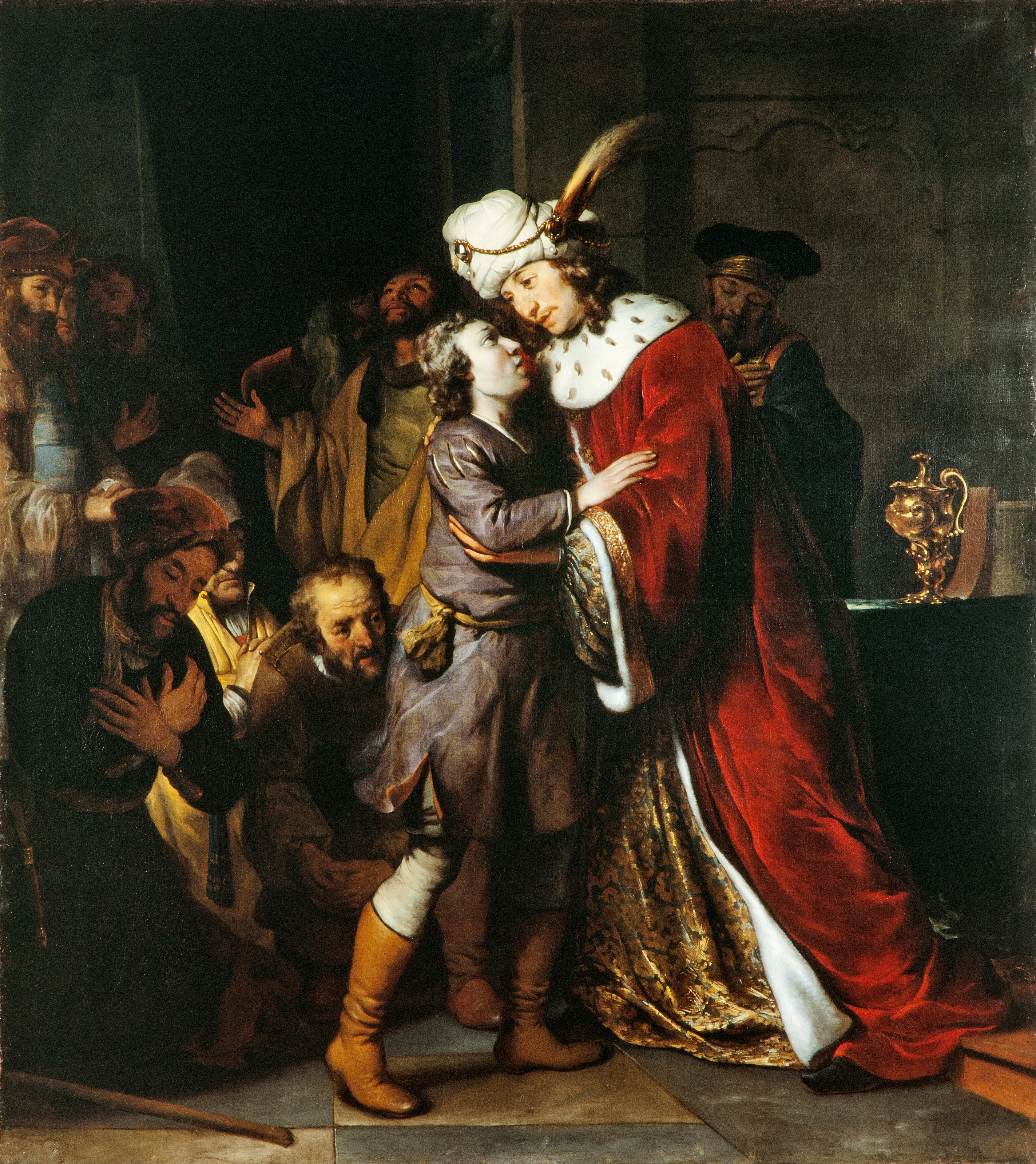
José y sus hermanos, 1657. Óleo sobre lienzo, 197 x 176 cm, Håbo, Castillo de Skokloster.

Gerbrand van den Eeckhout (Ámsterdam, 1621-1674) fue un pintor de la llamada Edad dorada de la pintura neerlandesa.

## Biografía
Hijo de Jan Pietersz. van den Eeckhout, orfebre descendiente de una familia de emigrados de los Países Bajos meridionales por razones religiosas, y de su primera esposa, Grietje Claesdr Leijdeckers, nació en Ámsterdam el 19 de agosto de 1621. Discípulo de Rembrandt, según Arnold Houbraken, cuando dejó el taller para trabajar como pintor independiente, probablemente a finales de la década de 1630, conservó la amistad con quien había sido su maestro.

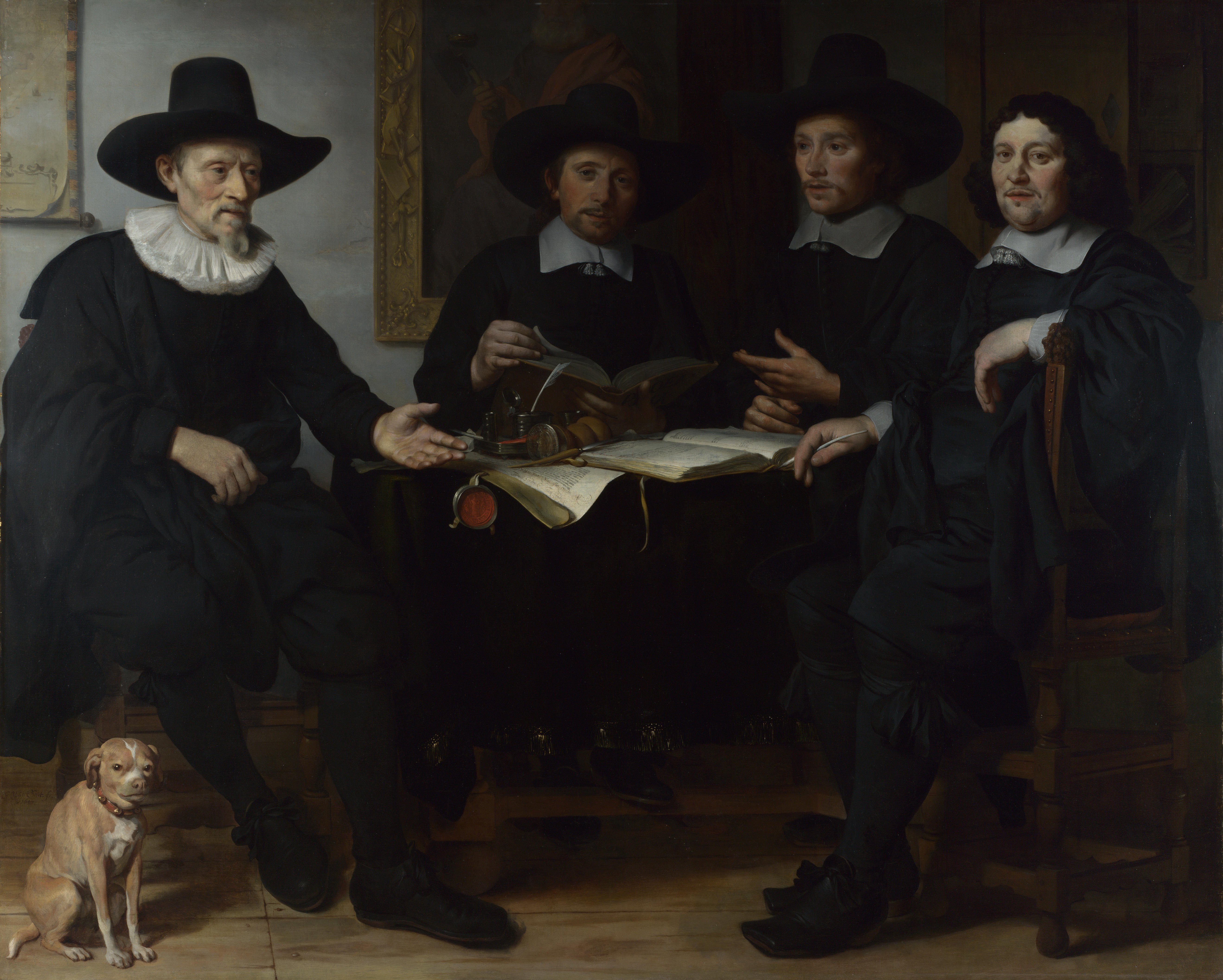
Cuatro oficiales del gremio de toneleros y vinateros de Ámsterdam, 1657, óleo sobre lienzo, 163 x 179 cm, Londres, National Gallery.

Pintor de amplio registro, al que se han atribuido unas doscientas pinturas y un elevado número de dibujos y grabados, cultivó especialmente la pintura de historia tomando sus asuntos principalmente del Antiguo Testamento y más raramente de la Historia Antigua (La magnanimidad de Escipión, 1658) o la mitología, despojada de carga erótica (Vertumno y Pomona, hacia 1669), la pintura de género, el paisaje con figuras y el retrato individual y de grupo.
Es en sus pinturas de asunto bíblico, muy abundantes, donde se ha señalado más estrecha dependencia de Rembrandt, tanto en la elección de los temas como en la composición y el tratamiento de la luz y la atmósfera, en lo que se han advertido también semejanzas con la obra de Ferdinand Bol, con quien pudo coincidir en el taller de Rembrandt en su etapa de aprendizaje, y la dependencia, en las figuras, de Pieter Lastman. En un momento avanzado de su carrera y probablemente forzado por la competencia que se hacían entre sí los muchos talleres de pintura establecidos en Ámsterdam, que los obligaba a diversificar sus temas, se inició en la pintura de género, en lo que se mostró más avanzado que en los temas de historia.
Los retratos, individuales y de grupo, corresponden al entorno familiar, como los tres retratos de su padre y el de su madrastra Cornelia Dedel, o se vinculan en su encargo a sus relaciones familiares, como el retrato de cuatro oficiales del gremio de toneleros y vinateros de Ámsterdam, al que pertenecía su hermano Jan, comerciante de vino y uno de los retratados (Londres, National Gallery).